# Claude-France Arnould
Pour les articles homonymes, voir Arnould.
Claude-France Arnould est une diplomate française ayant occupé de janvier 2011 à janvier 2015 le poste de directrice de l’Agence européenne de défense. Ministre plénipotentiaire depuis juin 2001, elle a exercé les fonctions d'ambassadeur de France en Belgique d'octobre 2015 à juillet 2019.  Elle a alors été nommée conseiller diplomatique du gouvernement, responsable d'une mission sur l'Espace. 

## Biographie
Née le 14 août 1953, Claude-France Arnould est agrégée de lettres classiques, ancienne élève de l'École normale supérieure (Sèvres, 1972-1977) et de l'École nationale d’administration (1979-1981).
En 1981, elle commence sa carrière au ministère des Affaires étrangères en qualité de chargée de mission pour l’Amérique du Nord, puis à de la direction des affaires économiques et financières. Après une affectation au cabinet du Ministre des Affaires européennes, elle est nommée en 1987 secrétaire général de l’ENA, fonction qu’elle exerce jusqu’en 1989.

### Carrière européenne
Claude-France Arnould devient en 1989 sous-directeur pour les affaires européennes au ministère des Affaires étrangères. Elle est chargée des relations extérieures, du commerce, du budget et des affaires institutionnelles. En 1994, elle est affectée en Allemagne où elle occupe jusqu’en 1998 le poste de premier conseiller à l’ambassade.
De 1998 à 2001, elle est directeur des affaires internationales et stratégiques au Secrétariat général de la Défense nationale. Elle rejoint ensuite le secrétariat général du Conseil de l'Union européenne où elle devient directeur pour les questions de défense.
De novembre 2009 à janvier 2011, elle est à la tête de la direction "Gestion des crises et planification" au Secrétariat général du Conseil de l’Union européenne.

### Agence européenne de défense
Claude-France Arnould devient en 2011 le troisième directeur exécutif de l’Agence européenne de défense (AED). D'une durée initiale de trois ans, son mandat à la tête de l’AED est prolongé d’une année. De janvier à octobre 2015, elle a été envoyée spéciale pour l’Espace au Service européen pour l’Action extérieure.

### Carrière diplomatique
En octobre 2015, Claude-France Arnould est nommée ambassadeur de France en Belgique.
Le 19 juillet 2018, le Premier ministre belge Charles Michel fait appeler l’ambassadeur après qu'elle a laissé entendre que la Belgique ne pourrait plus participer à un projet militaire franco-allemand si le pays choisissait de remplacer ses avions F-16 par des F-35 américains.
À compter du 22 juillet 2019, Claude-France Arnould est nommée conseiller diplomatique du gouvernement français, responsable d'une mission sur l'Espace. 

## Décoration

### Décorations françaises
Le 13 mai 1996, Claude-France Arnould est nommée au grade de chevalier dans l'ordre national du Mérite au titre de « deuxième conseiller à l'ambassade de France à Bonn ; 23 ans de services civils » puis faite chevalier le 5 décembre 1996. Elle est promue au grade d'officier le 14 novembre 2008 au titre de « directrice des questions de défense au secrétariat général du Conseil de l'Union européenne ». 
Le 30 décembre 2000, elle est nommée au grade de chevalier dans l'ordre national de la Légion d'honneur au titre de « directrice pour les affaires internationales et stratégiques au secrétariat général pour la défense nationale ; 27 ans de services civils » puis faite chevalier le 11 avril 2001. Elle est promue au grade d'officier le 13 juillet 2011 au titre de « directrice d'une agence européenne ». Elle est faite officier le 14 février 2012. Elle est promue au grade de commandeur le 31 décembre 2020 au titre de « ancienne ministre plénipotentiaire ».

### Décorations étrangères
Elle est grand-croix de l'Ordre de la Couronne (Belgique), officier de l'ordre du Mérite de la République fédérale d'Allemagne et grand-croix de l'ordre du Mérite militaire (Espagne).